# Snage Ninivske ravnice
Snage Ninivske ravnice, (sirjački:  ܚܝ̈ܠܘܬܐ ܕܕܫܬܐ ܕܢܝܢܘܐ  Ḥaylawotho d'Deshto d'Ninwe, eng. Nineveh Plain Forces , NPF, arapski   قوات سهل نينوى  ), vojna organizacija osnovana 6. siječnja 2015. godine. Osnovali su ju domaći Asirci kršćani u Iraku, uz suradnju s Pešmergama, radi obrane od Islamske države Iraka i Levanta. Ninivska ravnica je regija u srcu asirske domovine. Milicija je u podružnom odnosu s Demokratskom strankom Bet-Nahraina i Beth-Nahrainskom domoljubnom zajednicom (HBA); potnja je dio sekularnog pokreta Dawronoye. Sudjelovali su u bitci za Mosul 2016./17. godine.
Snage su aktivne do danas. Vođa je Safaa Khamro. Borili su se u Iračkome građanskom ratu od 2014. do 2017. godine. Borbena djelovanja su im bila na području Ninivske ravnice u sjevernom Iraku. Snage su dvjesta vojnika. Ideologija ovih snaga su dawronoye i asirijanstvo. Saveznici su im uz Pešmerge, Zaštitne postrojbe Ninivske ravnice, Bet-Nahrainske ženske zaštitne snage i Sirjačko vojno vijeće.